# نبرد فورت نیاگارا
نبرد فورت نیاگارا (انگلیسی: Battle of Fort Niagara) یک محاصره در جنگ فرانسویان و سرخپوستان بود که در جبهه آمریکای شمالی در جنگ هفت ساله انجام شد. محاصره بریتانیایی فورت نیاگارا در ژوئیه ۱۷۵۹ بخشی از کارزاری بود برای از بین بردن کنترل فرانسه بر دریاچه‌های بزرگ و رود اوهایو و این محاصره امکان تهاجم غرب به استان فرانسوی کانادا (فرانسه نو) در رابطه با تهاجم ژنرال جیمز ولف به شرق را فراهم کرد.